# If U Seek Amy
If U Seek Amy är en sång av Britney Spears från hennes sjätte studioalbum Circus. Låten är skriven och producerad av Max Martin, som bland annat gjorde "...Baby One More Time" och "Lucky". Den meddelades vara den tredje singeln den 7 januari 2009.

## Namnbyte i USA
En del föräldrar tyckte att refrängen "If U Seek Amy" lät som "F-U-C-K Me" på singeln. I tidningen Rolling Stone blev fler föräldrar intervjuade och ett citat löd, "Jag blev väldigt förvånad och helt tagen på sängen när jag hörde mina 5 och 7 år gamla barn gå runt hemma sjungande 'F-U-C-K' ... När jag frågade dem vad det var, sa de att det var Britney Spears. Jag blev förfärad". Rolling Stone försvarar Spears, och säger att föräldrarna borde ha varit medvetna om sångerskans genre.
På grund av detta kommer låten att släppas som "If U See Amy" i USA istället för med originaltexten.. Däremot kommer den internationella singeln samt musikvideon att heta "If U Seek Amy". 